# Stadion Stoczniowy w Szczecinie
Stadion Stoczniowy – stadion piłkarski w Szczecinie, w Polsce. 

## Historia
Został otwarty w 1972 roku. Może pomieścić 2500 widzów. Swoje spotkania rozgrywają na nim piłkarze klubu Stal Szczecin. Obiekt w przeszłości gościł występy tego zespołu w II lidze (łącznie 13 sezonów).